# James Griffith
James Griffith (Los Angeles, 13 febbraio 1916 – Avila Beach, 17 settembre 1993) è stato un attore statunitense.
Ha recitato in oltre 80 film dal 1948 al 1977 ed è apparso in oltre 130 produzioni televisive dal 1950 al 1984. È stato accreditato anche con i nomi JJ Griffith, James F. Griffith, James J. Griffith, James W. Griffith e Jimmy Griffith.

## Biografia
James Griffith nacque a Los Angeles, in California, il 13 febbraio 1916. Aspirante musicista, cominciò a lavorare come attore a teatro nella sua zona natia, Los Angeles. Dopo aver partecipato alla seconda guerra mondiale nell'esercito statunitense, fece il grande salto dal palco al grande schermo e fece il suo debutto nel 1948, non accreditato, nel film Blonde Ice nel ruolo di Al Herrick e, sempre nello stesso anno, nei film Appointment with Murder e Ogni ragazza vuol marito.
Prese poi parte ad una miriade di episodi di serie televisive degli anni '50 e '60, in particolare in ruoli di cattivi, e, nelle produzioni di genere western, in ruoli di fuorilegge o scagnozzi. Interpretò il ruolo dello sceriffo Tom Ferguson in 17 episodi della serie televisiva western U.S. Marshal dal 1959 al 1960 (più altri due episodi in altri ruoli) e di Aaron Adams in 10 episodi della serie Trackdown nel 1958 (più altri due episodi in altri ruoli). Fu accreditato poi per sette volte nella serie Il cavaliere solitario dal 1950 al 1957 e, sempre per sette volte, e sempre in ruoli diversi, nella serie western Le avventure di Rex Rider dal 1951 al 1952.
Fu accreditato anche come sceneggiatore in quattro film e come autore della colonna sonora del film Lorna del 1964 (di cui curò anche la sceneggiatura oltre a interpretare il ruolo del predicatore presente nel prologo del film). La sua ultima apparizione sullo schermo avvenne nell'episodio This Gland Is Your Gland della serie televisiva Trapper John, andato in onda il 4 marzo 1984, che lo vede nel ruolo di Mr. Garrett. Morì di cancro a Avila Beach, in California, il 17 settembre 1993, a 77 anni.

## Filmografia

### Attore

#### Cinema
- Blonde Ice, regia di Jack Bernhard (1948)
- Appointment with Murder, regia di Jack Bernhard (1948)
- Ogni ragazza vuol marito (Every Girl Should Be Married), regia di Don Hartman (1948)
- Alaska Patrol, regia di Jack Bernhard (1949)
- Daughter of the West, regia di Harold Daniels (1949)
- Search for Danger, regia di Jack Bernhard (1949)
- Special Agent, regia di William C. Thomas (1949)
- Dora bambola bionda! (Oh, You Beautiful Doll), regia di John M. Stahl (1949)
- L'inafferrabile (Fighting Man of the Plains), regia di Edwin L. Marin (1949)
- Tu partirai con me (Holiday Affair), regia di Don Hartman (1949)
- Le foglie d'oro (Bright Leaf), regia di Michael Curtiz (1950)
- Il ponte dei senza paura (The Cariboo Trail), regia di Edwin L. Marin (1950)
- Ogni anno una ragazza (The Petty Girl), regia di Henry Levin (1950)
- Golfo del Messico (The Breaking Point), regia di Michael Curtiz (1950)
- Indian Territory, regia di John English (1950)
- Double Deal, regia di Abby Berlin (1950)
- Il passo degli apaches (Stage to Tucson), regia di Ralph Murphy (1950)
- I quattro cavalieri dell'Oklahoma (Al Jennings of Oklahoma), regia di Ray Nazarro (1951)
- L'ambiziosa (Payment on Demand), regia di Stuart Heisler (1951)
- Uniti nella vendetta (The Great Missouri Raid), regia di Gordon Douglas (1951)
- La rivolta degli Apaches (Apache Drums), regia di Hugo Fregonese (1951)
- Tortura (Inside the Walls of Folsom Prison), regia di Crane Wilbur (1951)
- Goodbye, My Fancy, regia di Vincent Sherman (1951)
- L'affascinante bugiardo (As Young as You Feel), regia di Harmon Jones (1951)
- Chain of Circumstance, regia di Will Jason (1951)
- Il gatto milionario (Rhubarb), regia di Arthur Lubin (1951)
- A sud rullano i tamburi (Drums in the Deep South), regia di William Cameron Menzies (1951)
- Più forte dell'amore (The Blue Veil), regia di Curtis Bernhardt (1951)
- Elena paga il debito (The Lady Pays Off), regia di Douglas Sirk (1951)
- Duello nella foresta (Red Skies of Montana), regia di Joseph M. Newman (1952)
- Wait Till the Sun Shines, Nellie, regia di Henry King (1952)
- Ma and Pa Kettle at the Fair, regia di Charles Barton (1952)
- Otto uomini di ferro (Eight Iron Men), regia di Edward Dmytryk (1952)
- L'assalto al Kansas Pacific (Kansas Pacific), regia di Ray Nazarro (1953)
- Sangue sul fiume (Powder River), regia di Louis King (1953)
- The Kid from Left Field, regia di Harmon Jones (1953)
- No Escape, regia di Charles Bennett (1953)
- Un leone per la strada (A Lion Is in the Streets), regia di Raoul Walsh (1953)
- La mano vendicatrice (Ride Clear of Diablo), regia di Jesse Hibbs (1954)
- Lo sceriffo senza pistola (The Boy from Oklahoma), regia di Michael Curtiz (1954)
- Jesse James vs. the Daltons, regia di William Castle (1954)
- Gli avvoltoi della strada ferrata (Rails Into Laramie), regia di Jesse Hibbs (1954)
- Terrore a Shanghai (The Shanghai Story), regia di Frank Lloyd (1954)
- La legge contro Billy Kid (The Law vs. Billy the Kid), regia di William Castle (1954)
- Mandato di cattura (Dragnet), regia di Jack Webb (1954)
- Gli sterminatori della prateria (The Black Dakotas), regia di Ray Nazarro (1954)
- Rullo di tamburi (Drum Beat), regia di Delmer Daves (1954)
- I giustizieri del Kansas (Masterson of Kansas), regia di William Castle (1954)
- Day of Triumph, regia di John T. Coyle, Irving Pichel (1954)
- G men: evaso 50574 (I Cover the Underworld), regia di R.G. Springsteen (1955)
- Il figlio di Sinbad (Son of Sinbad), regia di Ted Tetzlaff (1955)
- Il kentuckiano (The Kentuckian), regia di Burt Lancaster (1955)
- La morte corre sul fiume (The Night of the Hunter), regia di Charles Laughton (1955)
- La valanga degli uomini rossi (Apache Ambush), regia di Fred F. Sears (1955)
- Conta fino a 3 e prega! (Count Three and Pray), regia di George Sherman (1955)
- Gunpoint: terra che scotta (At Gunpoint), regia di Alfred L. Werker (1955)
- La legge del capestro (Tribute to a Bad Man), regia di Robert Wise (1956)
- Quadriglia d'amore (Anything Goes), regia di Robert Lewis (1956)
- Rapina a mano armata (The Killing), regia di Stanley Kubrick (1956)
- La storia del generale Houston (The First Texan), regia di Byron Haskin (1956)
- Il ribelle torna in città (Rebel in Town), regia di Alfred L. Werker (1956)
- Il forte delle amazzoni (The Guns of Fort Petticoat), regia di George Marshall (1957)
- Il vampiro (The Vampire), regia di Paul Landres (1957)
- Le avventure e gli amori di Omar Khayyam (Omar Khayyam), regia di William Dieterle (1957)
- L'albero della vita (Raintree County), regia di Edward Dmytryk (1957)
- Domino Kid, regia di Ray Nazarro (1957)
- Ritorno a Warbow (Return to Warbow), regia di Ray Nazarro (1958)
- L'uomo della valle (Man from God's Country), regia di Paul Landres (1958)
- Seven Guns to Mesa, regia di Edward Dein (1958)
- La frusta dell'amazzone (Bullwhip), regia di Harmon Jones (1958)
- Lo sceriffo è solo (Frontier Gun), regia di Paul Landres (1958)
- Il grande pescatore (The Big Fisherman), regia di Frank Borzage (1959)
- The Amazing Transparent Man, regia di Edgar G. Ulmer (1960)
- Spartacus, regia di Stanley Kubrick (1960)
- Pugni, pupe e pepite (North to Alaska), regia di Henry Hathaway (1960)
- Angeli con la pistola (Pocketful of Miracles), regia di Frank Capra (1961)
- La conquista del West (How the West Was Won), regia di John Ford, Henry Hathaway (1962)
- Compagnia di codardi? (Advance to the Rear), regia di George Marshall (1964)
- Lorna, regia di Russ Meyer (1964)
- Posta grossa a Dodge City (A Big Hand for the Little Lady), regia di Fielder Cook (1966)
- L'ultimo colpo in canna (Day of the Evil Gun), regia di Jerry Thorpe (1968)
- Il pistolero di Dio (Heaven with a Gun), regia di Lee H. Katzin (1969)
- Hail, Hero!, regia di David Miller (1969)
- Like It Is, regia di Jerry Schafer (1970)
- Seven Alone, regia di Earl Bellamy (1974)
- The Gift, regia di Douglas G. Johnson (1977) - corto
- Speed Interceptor III (Speedtrap), regia di Earl Bellamy (1977)

#### Televisione
- Le avventure di Gene Autry (The Gene Autry Show) – serie TV, 2 episodi (1950)
- The Living Christ Series – miniserie TV (1951)
- The Range Rider – serie TV, 7 episodi (1951-1952)
- Missione pericolosa (Dangerous Assignment) – serie TV, un episodio (1952)
- Hopalong Cassidy – serie TV, un episodio (1952)
- Your Jeweler's Showcase – serie TV, un episodio (1952)
- Family Theatre – serie TV, un episodio (1953)
- Cavalcade of America – serie TV, un episodio (1953)
- Death Valley Days – serie TV, 2 episodi (1952-1953)
- City Detective – serie TV, un episodio (1954)
- Ramar of the Jungle – serie TV, 3 episodi (1953-1954)
- Fireside Theatre – serie TV, un episodio (1954)
- Schlitz Playhouse of Stars – serie TV, 2 episodi (1954)
- Lux Video Theatre – serie TV, un episodio (1954)
- Waterfront – serie TV, 2 episodi (1954)
- Rocky Jones, Space Ranger – serie TV, 4 episodi (1954)
- Dragnet – serie TV, 4 episodi (1953-1955)
- Annie Oakley – serie TV, 2 episodi (1955)
- Buffalo Bill, Jr. – serie TV, 3 episodi (1955)
- Matinee Theatre – serie TV, un episodio (1955)
- Chevron Hall of Stars – serie TV, un episodio (1956)
- Frontier – serie TV, 2 episodi (1955-1956)
- The Gray Ghost – serie TV, episodio 1x27 (1957)
- Sheriff of Cochise – serie TV, 3 episodi (1956-1957)
- Il cavaliere solitario (The Lone Ranger) – serie TV, 7 episodi (1950-1957)
- The Adventures of Jim Bowie – serie TV, un episodio (1957)
- The 20th Century-Fox Hour – serie TV, episodi 1x16-2x14 (1956-1957)
- The Ford Television Theatre – serie TV, un episodio (1957)
- Code 3 – serie TV, 2 episodi (1957)
- Zorro – serie TV, un episodio (1957)
- Il tenente Ballinger (M Squad) – serie TV, un episodio (1958)
- Man Without a Gun – serie TV, un episodio (1958)
- Official Detective – serie TV, 2 episodi (1957-1958)
- The Walter Winchell File – serie TV, un episodio (1958)
- Trackdown – serie TV, 12 episodi (1957-1958)
- Jefferson Drum – serie TV, un episodio (1958)
- Cimarron City – serie TV, episodio 1x09 (1958)
- The Millionaire – serie TV, 2 episodi (1958-1959)
- Maverick – serie TV, episodio 2x19 (1959)
- Rescue 8 – serie TV, episodio 1x25 (1959)
- The Restless Gun – serie TV, episodio 2x24 (1959)
- Buckskin – serie TV, un episodio (1959)
- Steve Canyon – serie TV, 2 episodi (1959)
- The Lineup – serie TV, 2 episodi (1958-1959)
- The Deputy – serie TV, un episodio (1959)
- Philip Marlowe – serie TV, un episodio (1959)
- Wichita Town – serie TV, episodio 1x03 (1959)
- I racconti del West (Zane Grey Theater) – serie TV, 2 episodi (1957-1959)
- The Texan – serie TV, 2 episodi (1959-1960)
- U.S. Marshal – serie TV, 19 episodi (1959-1960)
- Lock-Up – serie TV, episodi 1x09-2x08 (1959-1960)
- Avventure lungo il fiume (Riverboat) – serie TV, un episodio (1960)
- Shotgun Slade – serie TV, un episodio (1961)
- La valle dell'oro (Klondike) – serie TV, episodio 1x12 (1961)
- Outlaws – serie TV, episodio 1x15 (1961)
- Two Faces West – serie TV, un episodio (1961)
- Lassie – serie TV, 2 episodi (1956-1961)
- Carovana (Stagecoach West) – serie TV, episodio 1x23 (1961)
- Scacco matto (Checkmate) – serie TV, episodio 1x24 (1961)
- Le leggendarie imprese di Wyatt Earp (The Life and Legend of Wyatt Earp) – serie TV, un episodio (1961)
- The Lawless Years – serie TV, un episodio (1961)
- Thriller – serie TV, episodi 1x30-2x18 (1961-1962)
- Bronco – serie TV, un episodio (1962)
- Shannon – serie TV, un episodio (1962)
- The Tall Man – serie TV, 2 episodi (1961-1962)
- Tales of Wells Fargo – serie TV, 2 episodi (1957-1962)
- Lawman – serie TV, un episodio (1962)
- Empire – serie TV, un episodio (1962)
- Laramie – serie TV, 3 episodi (1959-1962)
- Cheyenne – serie TV, 4 episodi (1957-1962)
- G.E. True – serie TV, episodi 1x09-1x21 (1962-1963)
- Ben Casey – serie TV, episodio 2x21 (1963)
- Have Gun - Will Travel – serie TV, 3 episodi (1962-1963)
- Alcoa Premiere – serie TV, un episodio (1963)
- Gli intoccabili (The Untouchables) – serie TV, un episodio (1963)
- Gli uomini della prateria (Rawhide) – serie TV, 4 episodi (1960-1963)
- The Dog Troop – film TV (1964)
- La grande avventura (The Great Adventure) – serie TV, episodio 1x12 (1964)
- The Richard Boone Show – serie TV, un episodio (1964)
- Il dottor Kildare (Dr. Kildare) – serie TV, 2 episodi (1962-1964)
- The Travels of Jaimie McPheeters – serie TV, 3 episodi (1964)
- Slattery's People – serie TV, episodio 1x08 (1964)
- Carovane verso il west (Wagon Train) – serie TV, 8 episodi (1957-1964)
- L'amico Gipsy (The Littlest Hobo) – serie TV, un episodio (1964)
- Gli inafferrabili (The Rogues) – serie TV, episodio 1x21 (1965)
- Il fuggiasco (The Fugitive) – serie TV, 2 episodi (1964-1965)
- Laredo – serie TV, un episodio (1965)
- La grande vallata (The Big Valley) – serie TV, episodio 1x18 (1966)
- Honey West – serie TV, episodio 1x19 (1966)
- A Man Called Shenandoah – serie TV, 2 episodi (1965-1966)
- I forti di Forte Coraggio (F Troop) – serie TV, un episodio (1966)
- Perry Mason – serie TV, 4 episodi (1957-1966)
- The Monroes – serie TV, un episodio (1966)
- Organizzazione U.N.C.L.E. (The Man from U.N.C.L.E.) – serie TV, un episodio (1966)
- Daniel Boone – serie TV, 4 episodi (1964-1967)
- Bonanza – serie TV, 3 episodi (1960-1967)
- Iron Horse – serie TV, 2 episodi (1967)
- I Monkees (The Monkees) – serie TV, un episodio (1967)
- Batman – serie TV, 3 episodi (1966-1967)
- Gunsmoke – serie TV, 6 episodi (1955-1968)
- Il grande teatro del west (The Guns of Will Sonnett) – serie TV, un episodio (1969)
- Il virginiano (The Virginian) – serie TV, 2 episodi (1968-1969)
- Seven in Darkness – film TV (1969)
- Mod Squad, i ragazzi di Greer (The Mod Squad) – serie TV, un episodio (1969)
- Lancer – serie TV, 3 episodi (1968-1969)
- Dial Hot Line – film TV (1970)
- The Bold Ones: The Senator – serie TV, un episodio (1971)
- Kung Fu – serie TV, un episodio (1972)
- Hec Ramsey – serie TV, un episodio (1972)
- Hitchhike! – film TV (1974)
- Dove corri Joe? (Run, Joe, Run) – serie TV, un episodio (1974)
- Medical Center – serie TV, 3 episodi (1971-1974)
- Kolchak: The Night Stalker – serie TV, un episodio (1974)
- L'uomo da sei milioni di dollari (The Six Million Dollar Man) – serie TV, un episodio (1975)
- S.W.A.T. - Squadra Speciale Anticrimine (S.W.A.T.) – serie TV, un episodio (1975)
- Babe – film TV (1975)
- Il tenente Kojak (Kojak) – serie TV, un episodio (1975)
- Barbary Coast – serie TV, un episodio (1975)
- Law of the Land – film TV (1976)
- Isis – serie TV, un episodio (1976)
- Racconti della frontiera (The Quest) – serie TV, un episodio (1976)
- Le strade di San Francisco (The Streets of San Francisco) – serie TV, 3 episodi (1974-1976)
- Inondazione (Flood!) – film TV (1976)
- Sulle strade della California (Police Story) – serie TV, un episodio (1977)
- Squadra emergenza (Emergency!) – serie TV, 2 episodi (1973-1977)
- Grizzly Adams (The Life and Times of Grizzly Adams) – serie TV, un episodio (1977)
- Fantasilandia (Fantasy Island) – serie TV, un episodio (1978)
- Desperate Women – film TV (1978)
- Truck Driver (B.J. and the Bear) – serie TV, 2 episodi (1979)
- La leggenda di Sleepy Hollow (The Legend of Sleepy Hollow) – film TV (1980)
- Cuore e batticuore (Hart to Hart) – serie TV, un episodio (1981)
- The Adventures of Huckleberry Finn – film TV (1981)
- La casa nella prateria (Little House on the Prairie) – serie TV, episodi 1x23-8x20 (1975-1982)
- Dallas – serie TV, un episodio (1982)
- Trapper John (Trapper John, M.D.) – serie TV, un episodio (1984)

### Sceneggiatore
- Lorna (1964)
- Motorpsycho! (Motor Psycho) (1965)
- Missione Impossibile (Mission: Impossible) – serie TV, un episodio (1967)
- Shalako (1968)
- Catlow (1971)